# Stewart Hosie

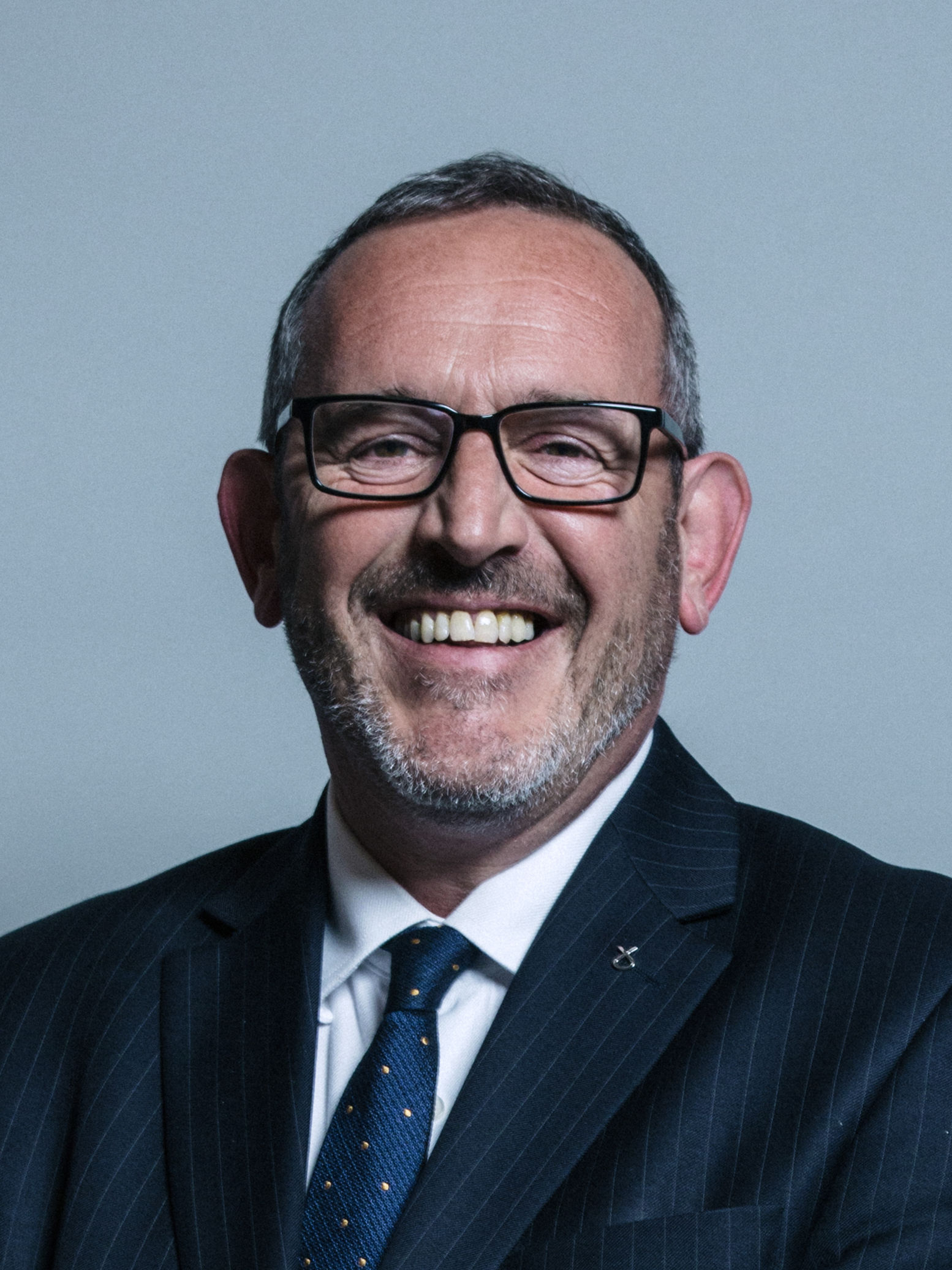
Stewart Hosie

Stewart Hosie (* 3. Januar 1963) ist ein schottischer Politiker der Scottish National Party (SNP).

## Leben
Hosie besuchte die Bracken Primary School, die Invertay Primary School, die Carnoustie High School sowie eine Technikum, das heute Teil der Abertay University ist. Dort erwarb er einen Abschluss in Informatik. Hosie war dann zwanzig Jahre lang in der IT-Branche selbstständig. Er ist mit der SNP-Politikerin Shona Robison verheiratet. Das Paar hat eine Tochter.

## Politischer Werdegang
Von 1986 bis 1989 war Hosie Vorsitzender der Jugendorganisation der SNP. Erstmals trat er bei den Unterhauswahlen 1992 zu Wahlen auf nationaler Ebene an. Er bewarb sich um das Mandat des Wahlkreises Kirkcaldy, das er sowohl 1992 als auch bei den Wahlen 1997 deutlich verpasste.
Bei den ersten Wahlen zum schottischen Parlament 1999 bewarb sich Hosie um das Mandat des gleichnamigen Wahlkreises Kirkcaldy, konnte sich aber nicht gegen die Labour-Kandidatin Marilyn Livingstone durchsetzen. Bei den Unterhauswahlen 2001 kandidierte Hosie im Wahlkreis Dundee East. Diesmal unterlag er Iain Luke von der Labour Party.
Erstmals gewann Hosie bei den Unterhauswahlen 2005 einen Sitz im House of Commons, nachdem er sich im Wahlkreis Dundee East gegen sechs Kontrahenten knapp durchgesetzt hatte. Bei den folgenden Unterhauswahlen 2010 und Unterhauswahlen 2015 verteidigte er sein Mandat. Nachdem die bisherige stellvertretende Parteivorsitzende Nicola Sturgeon im Jahr 2014 Erste Ministerin geworden war, rückte Hosie auf den Posten des stellvertretenden Parteivorsitzenden auf.
Im Laufe seiner ersten Amtsperiode war Hosie Parteisprecher für Frauen, Innenpolitik, Finanzen und Wirtschaft. Ab 2001 war er stellvertretender Fraktionsführer im britischen Parlament und hatte die Position des Whips inne. Am 22. Mai 2016 trat Hosie vom Posten des stellvertretenden SNP-Parteivorsitzenden zurück, nachdem in der Presse Einzelheiten über eine außereheliche Affäre verbreitet worden waren.
Trotz Stimmverlusten behauptete Hosie bei den vorgezogenen Unterhauswahlen 2017 sein Wahlkreismandat.